# Beniamino Maggio
Beniamino Maggio (Napoli, 10 agosto 1907 – Napoli, 6 settembre 1990) è stato un attore italiano.

## Biografia
Terzo dei sedici fratelli Maggio, tutti attori come i loro genitori (Domenico "Mimì" Maggio e Antonietta Gravante), calca il palscoscenico fin da bambino. Si forma nell'avanspettacolo per poi approdare nel teatro di rivista dove lavora spesso in coppia col fratello Dante. 
Nel 1954 entra nella compagnia di Eduardo De Filippo. Nove anni dopo esordisce in TV nella commedia musicale Rinaldo in campo di Garinei e Giovannini.
Insieme alle sorelle Pupella e Rosalia ottiene grande successo con lo spettacolo E'... 'na sera... 'e maggio (1983), diretto da Antonio Calenda.

## Filmografia

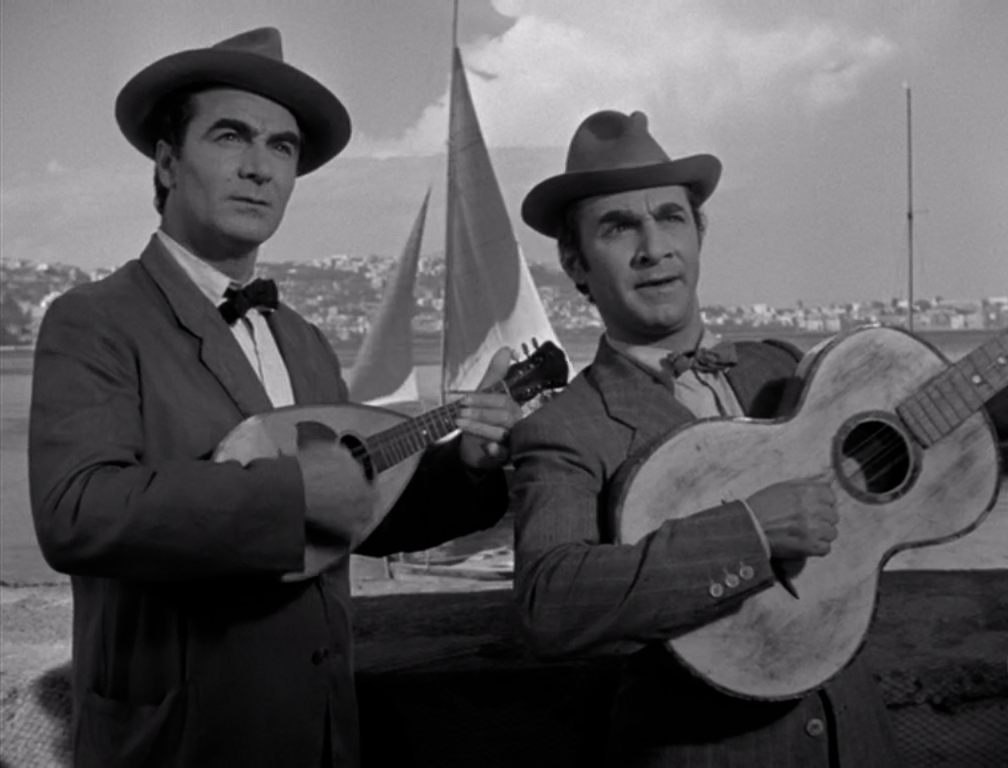
Dante (a sinistra) e Beniamino Maggio nel film Città canora (1952)

- Calamita d'oro, regia di Armando Fizzarotti (1948)
- Capitan Demonio, regia di Carlo Borghesio (1949)
- I due sergenti, regia di Carlo Alberto Chiesa (1951)
- Luna rossa, regia di Armando Fizzarotti (1951)
- Ha fatto 13, regia di Carlo Manzoni (1951)
- Miracolo a Viggiù, regia di Luigi Giachino (1952)
- Città canora, regia di Mario Costa (1952)
- Rosalba, la fanciulla di Pompei, regia di Natale Montillo (1952)
- Balocchi e profumi, regia di F. M. De Bernardi e Natale Montillo (1953)
- Fermi tutti... arrivo io!, regia di Sergio Grieco (1953)
- ...e Napoli canta!, regia di Armando Grottini (1953)
- Siamo ricchi e poveri, regia di Siro Marcellini (1953)
- Madonna delle rose, regia di Enzo Di Gianni (1953)
- Lettera napoletana, regia di Giorgio Pàstina (1954)
- Desiderio 'e sole, regia di Giorgio Pàstina (1954)
- Canzone d'amore, regia di Giorgio Simonelli (1954)
- Piscatore 'e Pusilleco, regia di Giorgio Capitani (1954)
- La Luciana, regia di Domenico Gambino (1954)
- Due lacrime, regia di Giuseppe Vari (1954)
- Napoli terra d'amore, regia di Camillo Mastrocinque (1954)
- Napoli è sempre Napoli, regia di Armando Fizzarotti (1954)
- Carovana di canzoni, regia di Sergio Corbucci (1954)
- Cuore di mamma, regia di Luigi Capuano (1954)
- Ballata tragica, regia di Luigi Capuano (1954)
- Luna nova, regia di Luigi Capuano (1955)
- La porta dei sogni, regia di Angelo D'Alessandro (1955)
- Da qui all'eredità, regia di Riccardo Freda (1955)
- La rossa, regia di Luigi Capuano (1955)
- Vendicata!, regia di Giuseppe Vari (1955)
- Cantate con noi, regia di Roberto Bianchi Montero (1955)
- Giuramento d'amore, regia di Roberto Bianchi Montero (1955)
- Te sto aspettanno, regia di Armando Fizzarotti (1957)
- Addio sogni di gloria, regia di Giuseppe Vari (1957)
- La sposa, regia di Edmondo Lozzi (1958)
- Uccidi o muori, regia di Tanio Boccia (1966)
- La pagella, regia di Ninì Grassia (1980)

## Discografia parziale

### 78 giri
- 1958 – Sophia/Attenti alle donne (CGD, PV 2093)

### 45 giri
- 1965 – Mannaggia 'o ventinove 1. parte/Mannaggia 'o ventinove 2. parte (Fono Etris, SC 3006)
- 1969 – 'O spogliarello/Quant'è bona a figlia vosta (Milf, PB 7004)